# Leptotila conoveri
Leptotila conoveri là một loài chim trong họ Columbidae.